# Ponte Farø (sul)

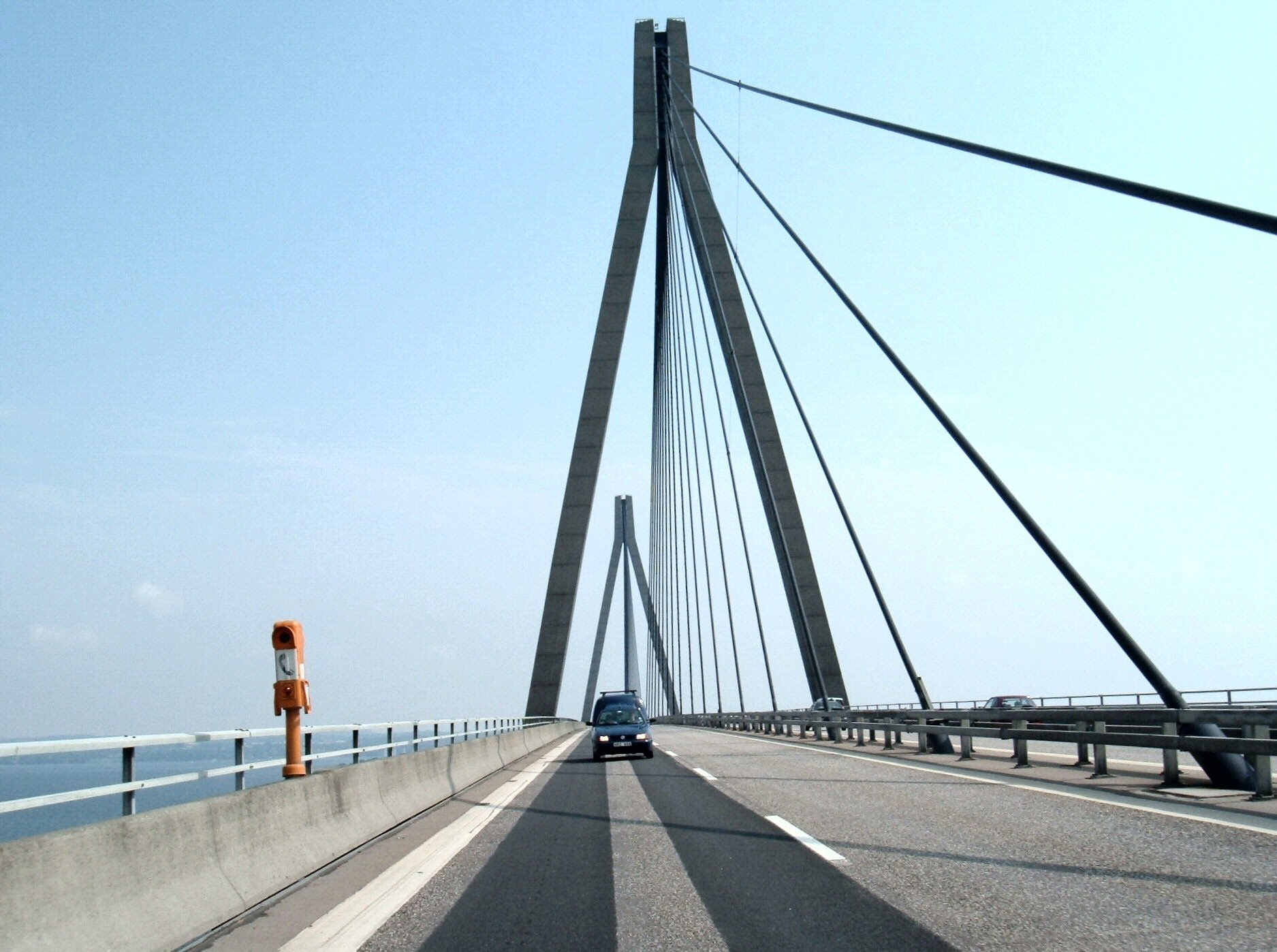

As Pontes Farø (dinamarquês, Farøbroerne) são duas pontes rodoviárias que ligam as ilhas do Falster e Zelândia (Sjælland), na Dinamarca.
As duas pontes passam pela pequena ilha de Farø que é de aproximadamente meio caminho entre as duas ilhas. Faro tem área 0,93 km ², com uma população de 3 habitantes registados em 2004.Uma menor ponte entre Farø fornece acesso a Bogø e em seguida para a ilha de Møn. As Pontes transportar a rota E47 e a rota E55 de Lolland para Falster, de Copenhague e Helsingor, tanto dos que continuam na Europa Continental por trem. Uma outra ponte de Lolland, a Ponte Fehmarn Belt está prevista para transportar o E47 rota para a Alemanha, substituindo os trilhos.
As Pontes Farø foram abertas pela rainha Margrethe II, em 4 de junho de 1985. Elas foram construídas por causa dos crescentes problemas de congestionamento na velha Ponte Storstrøm de 1937.
A Ponte elevada (sul) entre Storstrømmen Falster e Farø. É uma ponte pênsil suspensa por cabos. A ponte tem 1726 metros, o mais longo vão é 290 metros e a altura máxima do mar é de 26 metros, e a altura das torres é de 95,14 metros, e foi concluída em 1984. Foi a primeira ponte pênsil suspensa por  cabo na Escandinávia. As duas torres estão apoiando o vão de 'diamante', que se ergue a partir de um único ponto para cada um dos lados da pista e, em seguida, combinando a um ponto acima do centro da ponte. Existe apenas uma linha de suspensão de cabos, junto ao centro da pista.

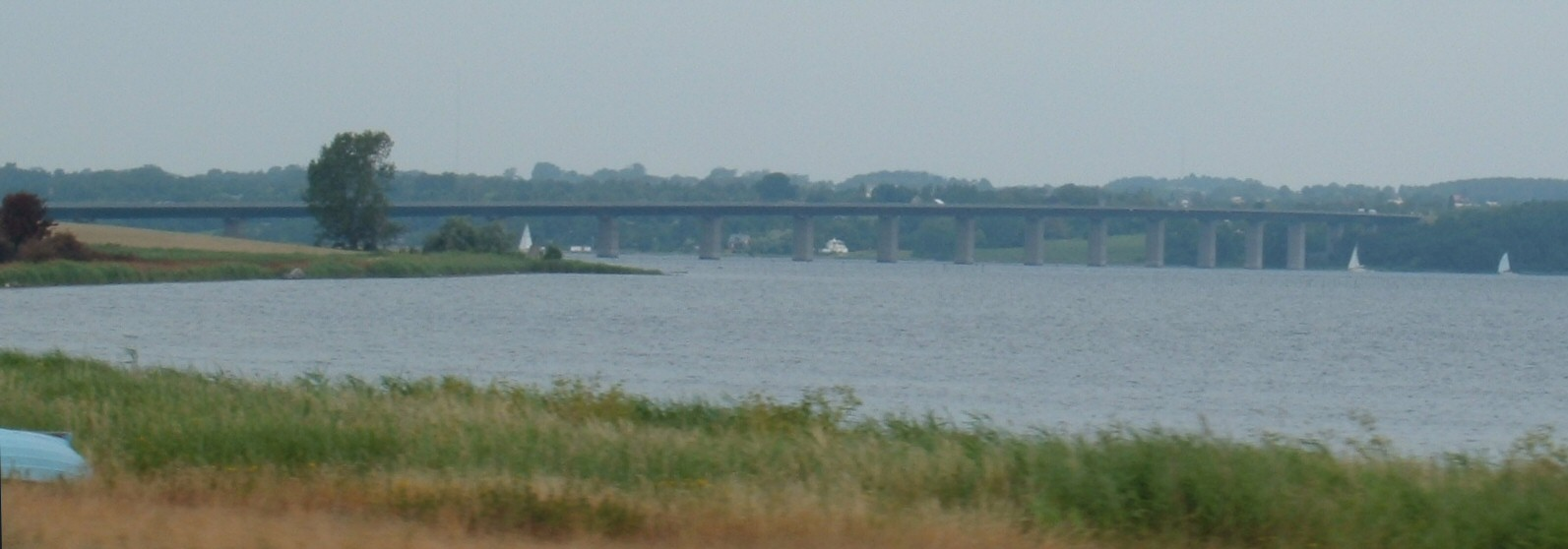
Ponte faro Norte a partir de Zelândia

A Ponte baixa (norte) ponte que atravessa Kalvø Strøm entre Farø e Zelândia. É uma ponte feixo. A ponte tem 1596 metros, o mais longo vão é de 40 metros, e a altura máxima do mar é de 20 metros.